# Colin Powell

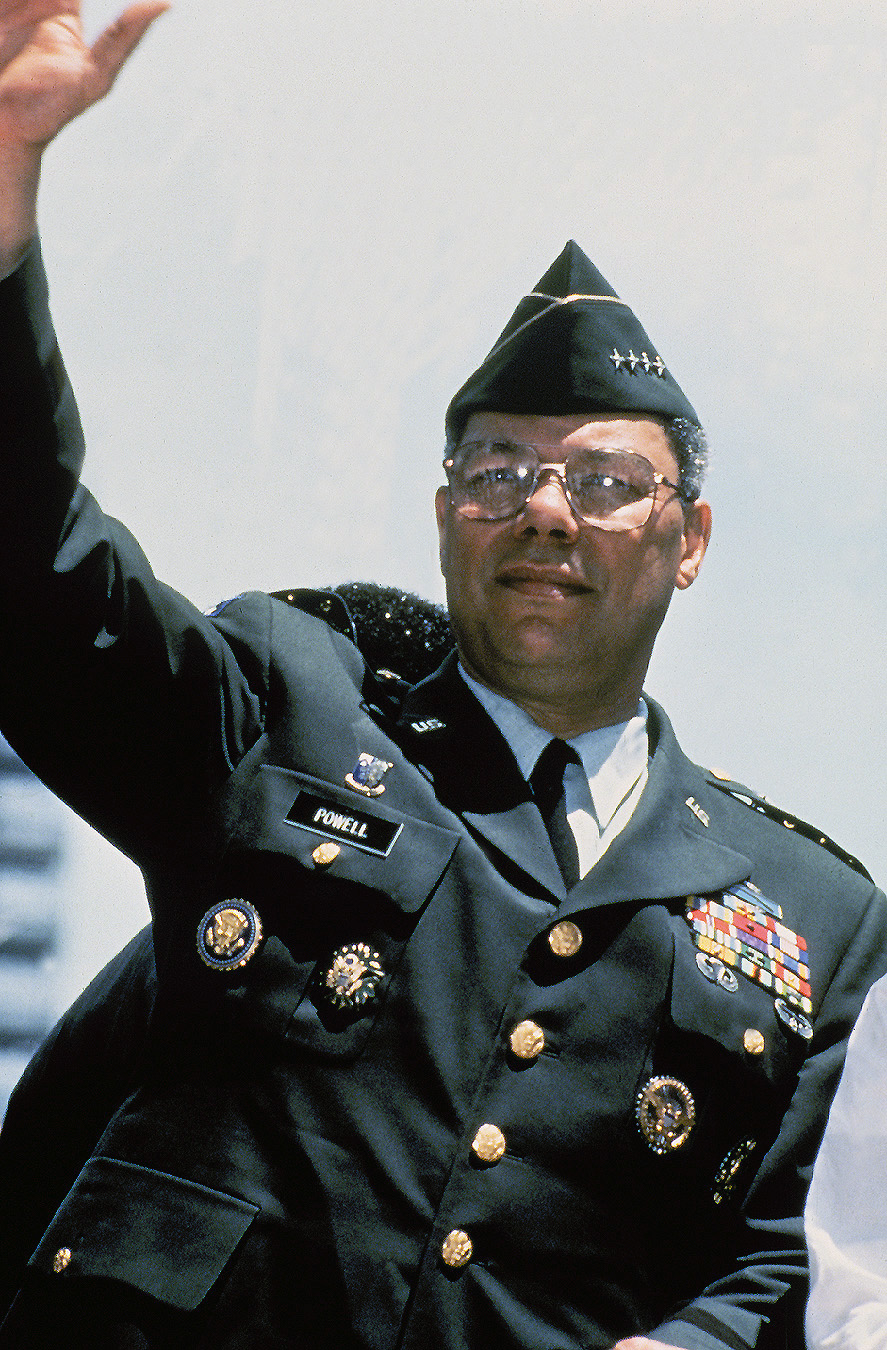
Powell, como Chefe do Estado-Maior, em junho de 1991

Colin Luther Powell ([ˈkoʊlᵻn]; Nova Iorque, 5 de abril de 1937 – Bethesda, 18 de outubro de 2021) foi um político, diplomata e general de quatro estrelas americano que serviu como Secretário de Estado dos Estados Unidos de 2001 a 2005 (governo de George W. Bush), sendo o primeiro afro-americano a ocupar este cargo. Até a eleição de Barack Obama à Presidência, em 2008, Powell e Condoleezza Rice (que sucedeu a ele como secretária de Estado) haviam sido os afro-americanos de mais alto escalão na história do poder Executivo federal. Powell também havia servido como Conselheiro de Segurança Nacional de 1987 a 1989 e Chefe do Estado-Maior das Forças Armadas de 1989 a 1993.
Powell nasceu em Nova Iorque em 1937 e foi criado no South Bronx. Seus pais, Luther e Maud Powell, eram imigrantes da Jamaica. Foi educado em escola pública, mais tarde se formando na faculdade City College of New York (CCNY), onde estudou geologia. Powell também participou do programa do ROTC (o corpo de treinamento de oficiais da reserva) na CCNY e foi comissionado segundo-tenente no Exército dos Estados Unidos em junho de 1958. Powell foi um militar profissional de carreira por 35 anos, período onde ocupou várias posições de chefia e ascendeu a patente de general em 1979. Foi o chefe do Comando do Exército em 1989.
Em seu último comissionamento como militar, serviu, de outubro de 1989 a setembro de 1993, como Chefe do Estado-Maior Conjunto das Forças Armadas, o mais alto cargo para um militar no Departamento de Defesa. Durante este período, ele supervisionou a resposta a vinte e oito crises, incluindo a invasão do Panamá em 1989 e a Guerra do Golfo contra o Iraque em 1990–1991. Formulou a chamada "Doutrina Powell" que limita a ação militar americana, a menos que satisfaça os critérios relativos aos interesses de segurança nacional americana, força esmagadora e amplo apoio popular. No governo do presidente George W. Bush, de 2001 a 2005, já aposentado do exército, ele serviu como Secretário de Estado e chefe da diplomacia americana. Nesse período, ele participou da racionalização do governo dos Estados Unidos para a Invasão do Iraque em 2003. Embora, em privado, ele tivesse reservas a respeito da guerra, Powell apoiou as ações de seu governo, incluindo apresentando informações falsas perante a comunidade internacional para justificar a invasão. Anunciou sua renúncia ao cargo em 2004 quando Bush foi reeleito.
Na sua aposentadoria, Powell escreveu sua autobiografia, My American Journey. Ele buscou uma carreira como orador público, dirigindo-se a audiências em todo o país e no exterior. Antes de sua nomeação como Secretário de Estado, Powell foi presidente do grupo America's Promise – uma organização nacional sem fins lucrativos dedicada a mobilizar pessoas de todos os setores da vida americana para construir o caráter e a competência dos jovens. Powell recebeu, ao longo da vida, várias honrarias e distinções, incluindo a Medalha Presidencial da Liberdade (duas vezes), a Medalha de Ouro do Congresso, a Medalha de Cidadão Presidencial, o Prêmio de Serviço Distinto do Secretário e a Medalha de Serviço Distinto do Secretário de Energia. Várias escolas e outras instituições foram nomeadas em sua homenagem e ele obteve títulos honorários de universidades e faculdades de todo os Estados Unidos. Embora tenha sido um republicano por quase toda sua vida, sempre teve visões majoritariamente progressistas. Em 2008 e em 2012, Powell endossou Barack Obama para a presidência e em 2016 e 2020 foi um crítico do governo de Donald Trump. Em 2021, ele desfiliou-se formalmente do Partido Republicano.
Powell morreu em 18 de outubro de 2021, devido a complicações relacionadas ao COVID-19. Embora vacinado, ele sofria de mieloma múltiplo, que enfraquecia duramente seu sistema imunológico.